# Gruszki (Petite-Pologne)
Pour les articles homonymes, voir Gruszki.
Gruszki est une localité polonaise de la gmina de Kłaj, située dans le powiat de Wieliczka en voïvodie de Petite-Pologne.